# 技術大學站 (第比利斯地鐵)
技术大学（羅馬化：teknikuri universiteti）是格鲁吉亚首都第比利斯地鐵薩布塔洛線的地鐵站。该站有東西两个出入口，西侧入口位于北京大道（Pekini）与Bakhtrioni街的交叉口，东侧入口位于第比利斯体育宫前的Merab Kostava街。该站以附近的格鲁吉亚技术大学命名。地铁站附近的其他重要地点和建筑包括5月26日广场和假日酒店（原為阿扎尔酒店）。